# Transromanica
Transromanica - Gli Itinerari Romanici in Europa (in inglese TRANSROMANICA - The Romanesque Routes of European Heritage) è un itinerario culturale, riconosciuto nel 2007 dal Consiglio d'Europa, che mira a valorizzare il patrimonio, gli edifici, i monumenti, le tradizioni e la conoscenza del romanico dal X al XII secolo in Europa.

## Storia
Transromanica è stato ideato nel 2003 come progetto di cooperazione europea nell'ambito del programma INTERREG IIIB CADSES. Il promotore del progetto era l'allora Ministero delle Infrastrutture e dei Trasporti dello Stato della Sassonia-Anhalt. Il progetto triennale dell'Unione Europea mirava a inserire la strada romanica e il patrimonio romanico della Sassonia-Anhalt all’interno del contesto europeo e a pianificare una rete del romanico in Europa, per mostrare le radici culturali comuni delle regioni partner. Nel 2007 Transromanica è stata riconosciuta come "Itinerario Culturale del Consiglio d'Europa", dato che l’itinerario persegue i principi fondamentali del Consiglio d'Europa: diritti umani, democrazia culturale, diversità e identità culturali, dialogo e scambio interculturale nel quadro del turismo culturale. Sempre nel 2007 è sorta un'associazione internazionale (denominata Transromanica) con sede a Magdeburgo che comprende altri partner di vari paesi europei e coordina il progetto.
L’associazione è stata partner del progetto CrossCulTour dal 2008 al 2011, attivandosi affinché i membri dell’associazione potessero beneficiare, grazie al loro patrimonio artistico e culturale, di interventi di cross marketing. Dal 2012 Transromanica è partner del progetto e-Create, finanziato dal Fondo Europeo di Sviluppo Regionale (FESR), mentre dal 2020 Transromanica è uno dei 12 membri europei del progetto Impactour finanziato dal Programma quadro per la ricerca e l'innovazione dell'Unione Europea la cui scopo principale è creare metodologie e strumenti innovativi e di facile utilizzo per misurare e valutare l'impatto dei turismo sullo sviluppo economico e sociale europeo e per migliorare le politiche e le pratiche europee in materia, rafforzando il ruolo del turismo come forza trainante e sostenibile di crescita e sviluppo economico delle regioni europee.
Transromanica è una “via immaginaria” che unisce, e pone in confronto fra loro, i maggiori siti del patrimonio artistico e architettonico romanico europeo, unendo 13 regioni di nove paesi, per promuovere, studiare e valorizzare tale eredità e per sostenere lo sviluppo culturale ed economico delle regioni interessate anche grazie a innovativi strumenti di marketing.

## Lista dei siti romanici
- Il monastero di Sopoćani
- Il monastero di Đurđevi Stupovi
- Il monastero di Gradac
- Il monastero di Studenica
- Il monastero di Žiča
- La chiesa di Maria Wörth
- L’abbazia di Millstatt
- La chiesa dell’Assunzione a Diakovce
- La chiesa dell’Assunzione a Bìňa
- La cattedrale di San Martino a Spišské Podhradie
- La cattedrale di San Michele ad Alba Iulia
- Duomo di Naumburg
- Cattedrale dei Santi Giovanni Battista e Lorenzo a Merseburg
- Abbazia di Quedlinburg
- Duomo dei Santi Stefano e Sisto a Halberstadt
- Duomo di Magdeburgo
- Duomo di Königslutter
- Duomo di Havelberg
- Duomo di Modena
- Basilica di San Michele Maggiore, Pavia
- Abbazia di Vezzolano, Albugnano
- La basilica del Sacro Cuore a Paray-le-Monial
- Monastero di Santo Domingo de Silos
- Cattedrale di Zamora
- La chiesa di Santa Maria a Ribas de Sil
- La chiesa di santa Maria a Sober
- La chiesa di san Pietro a Monforte de Lemos
- Il monastero di Divino Salvatore a Pantón
- La chiesa di San Giovanni a Cova
- La chiesa di Santo Stefano a O Saviñao
- La chiesa di Santa Maria a Taboada
- La chiesa di San Nicola a Portomarín
- Il monastero di San Salvatore a Penafiel
- Il monastero di San Pietro a Paços de Ferreira
- Il monastero di San Salvatore a Amarante
- Il castello di Arnoia presso Celorico de Basto
- Il monastero di Santa Maria a Felgueiras

## Galleria d'immagini

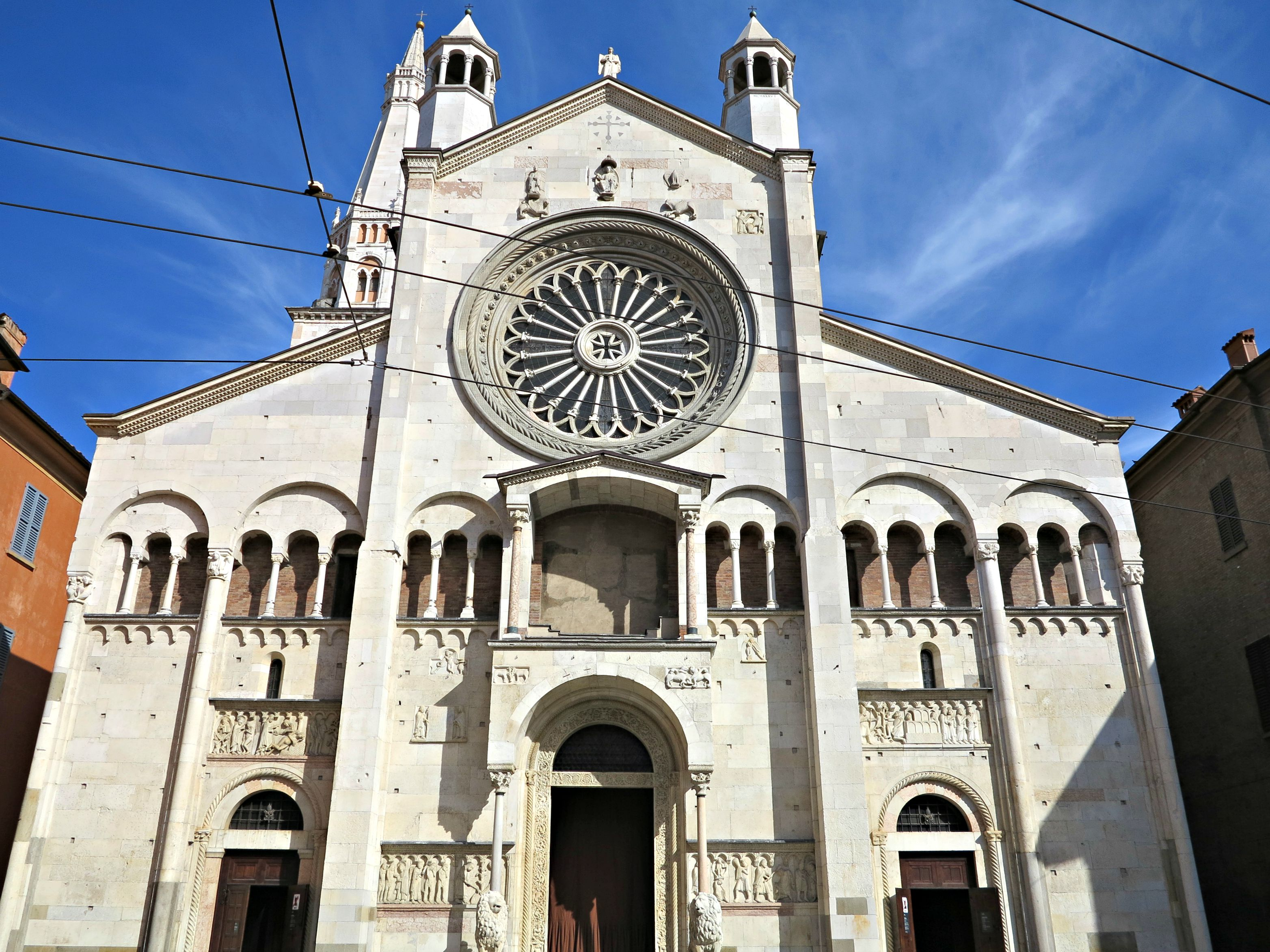
Il duomo di Modena
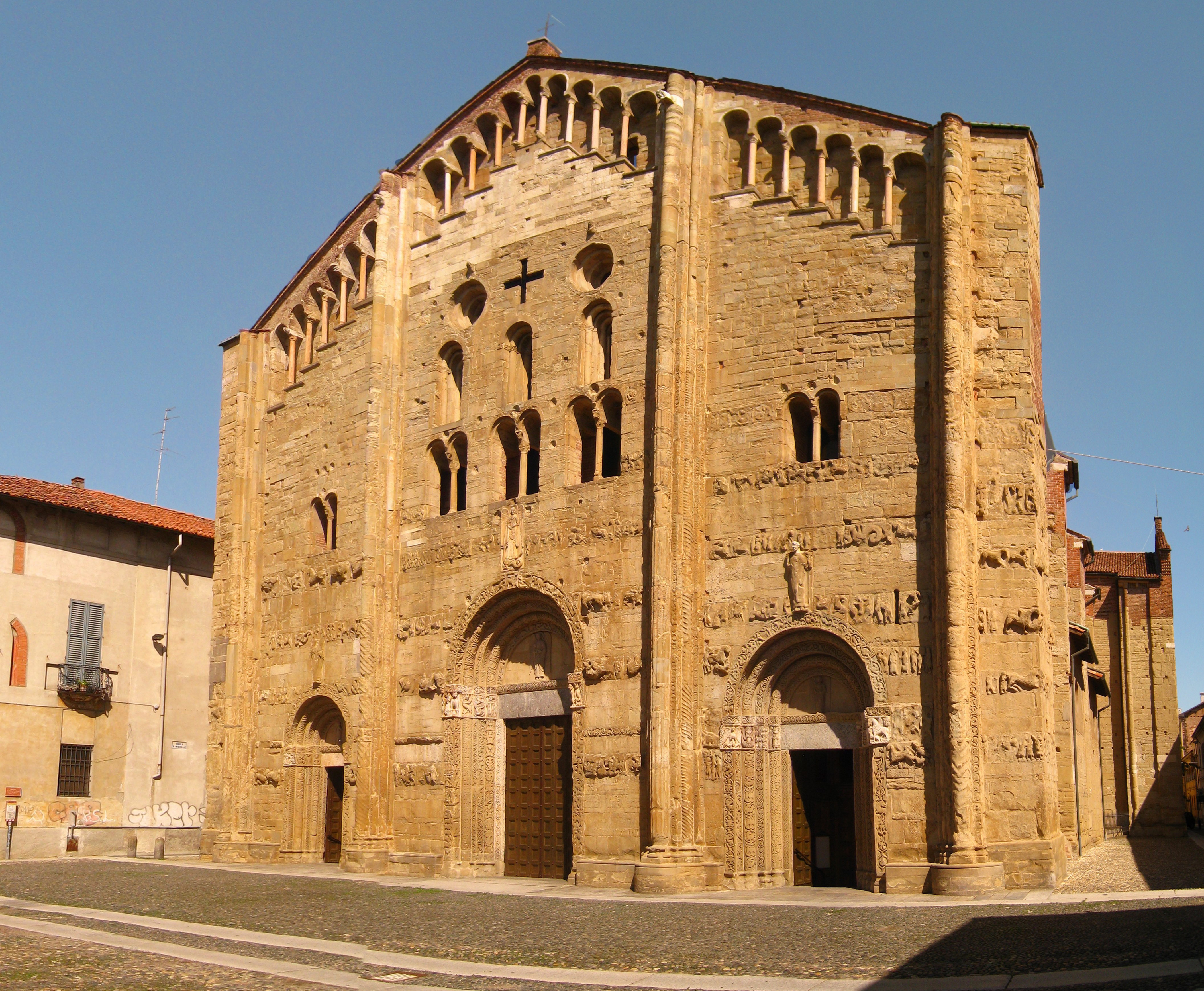
La basilica di San Michele Maggiore, Pavia
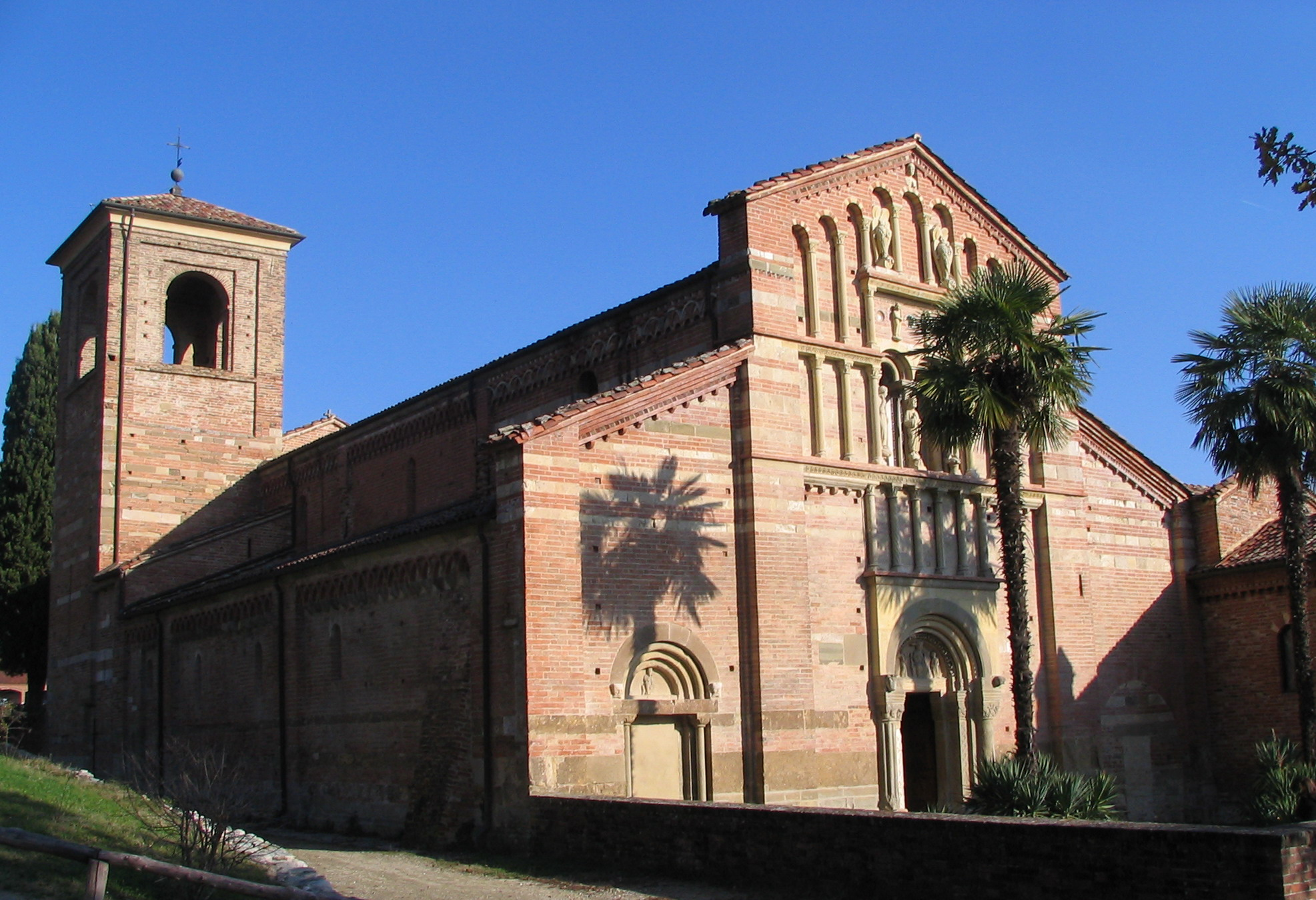
L'abbazia di Vezzolano
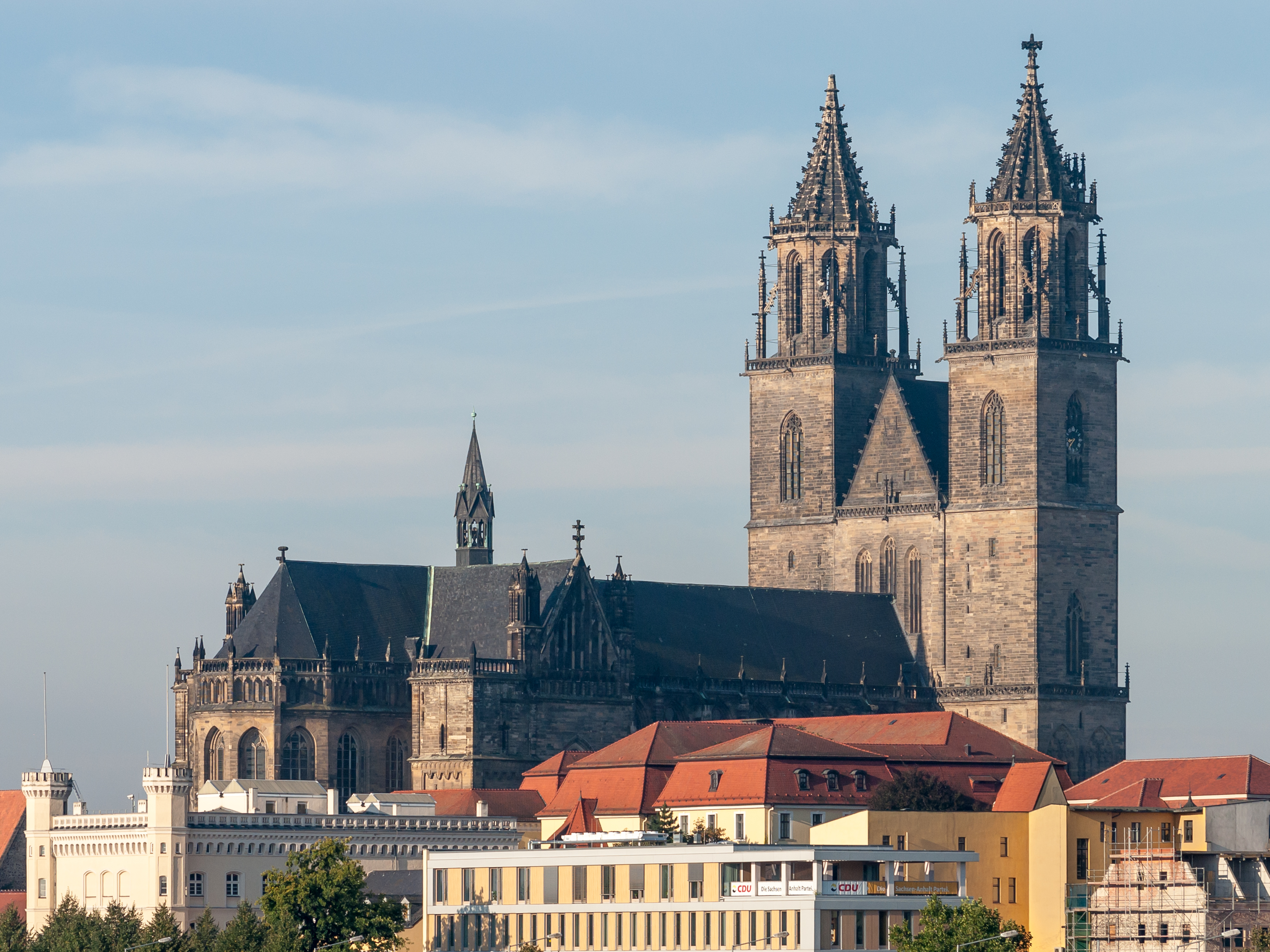
Il duomo di Magdeburgo
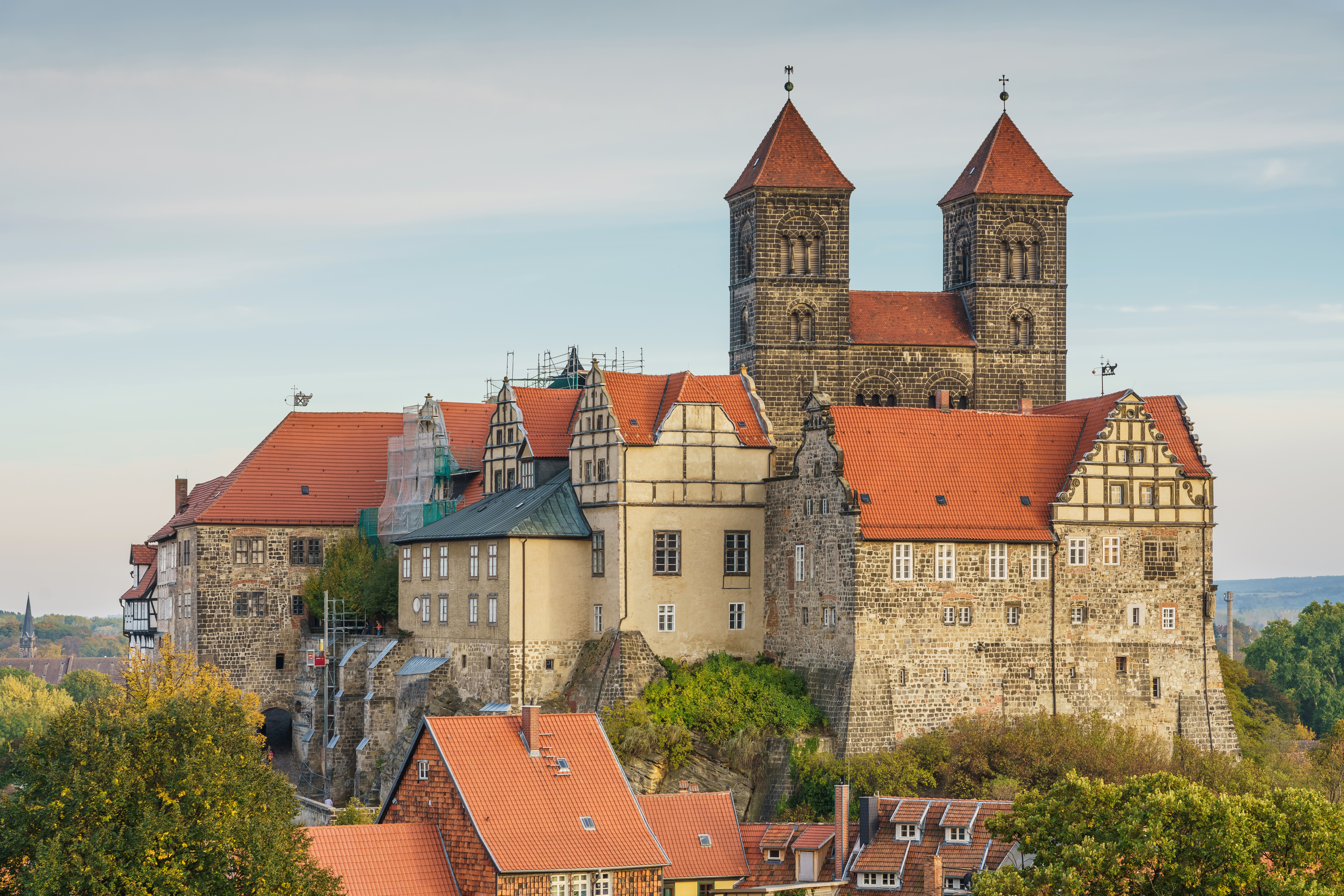
L'abbazia di Quedlinburg
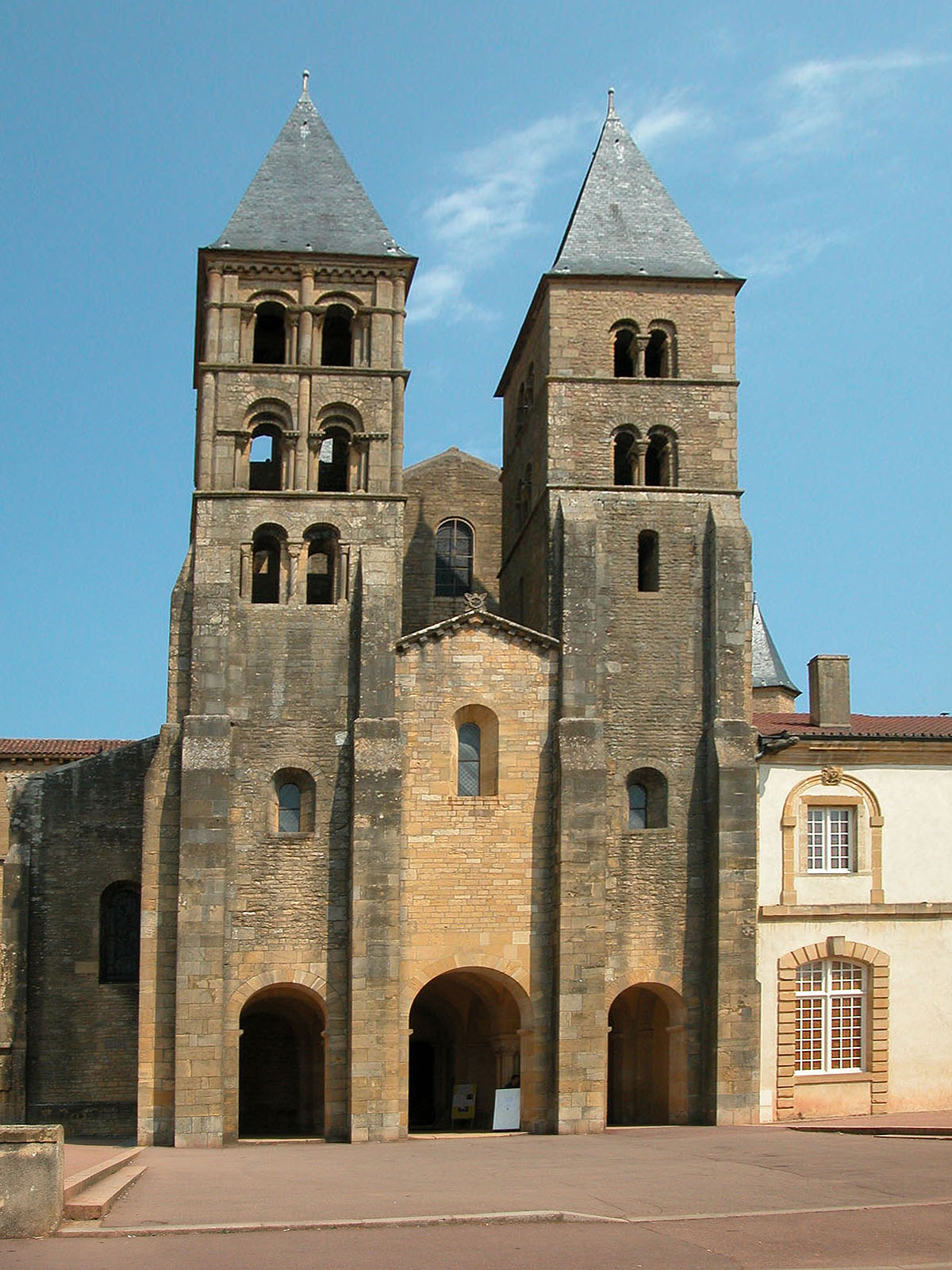
La basilica del Sacro Cuore di Paray-le-Monial
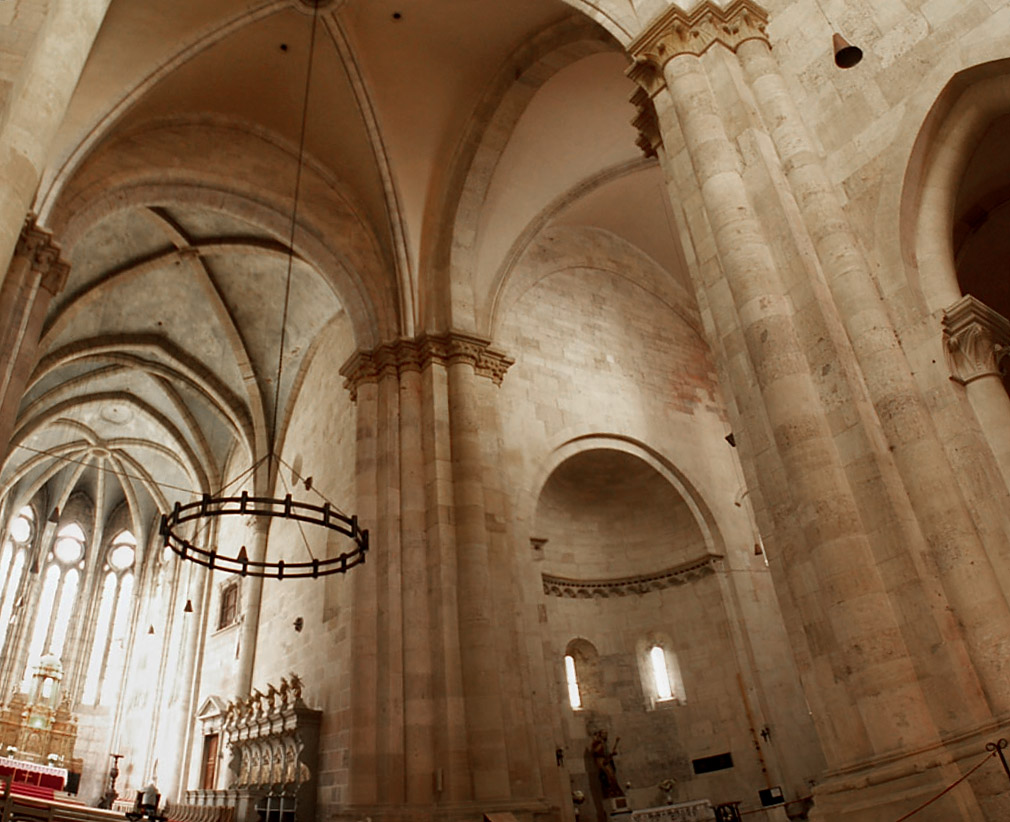
La cattedrale di San Michele di Alba Iulia
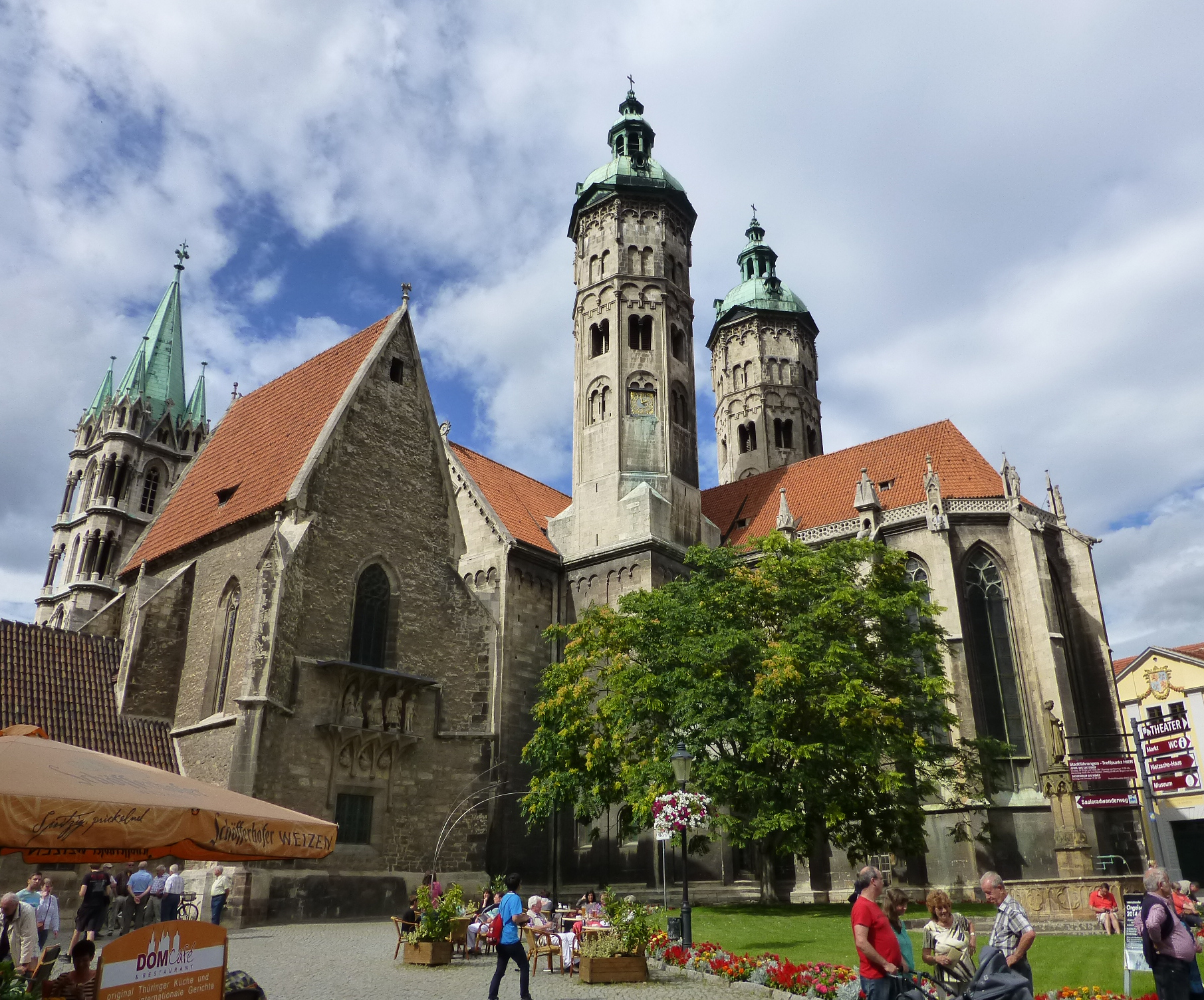
Il duomo di Naumburg
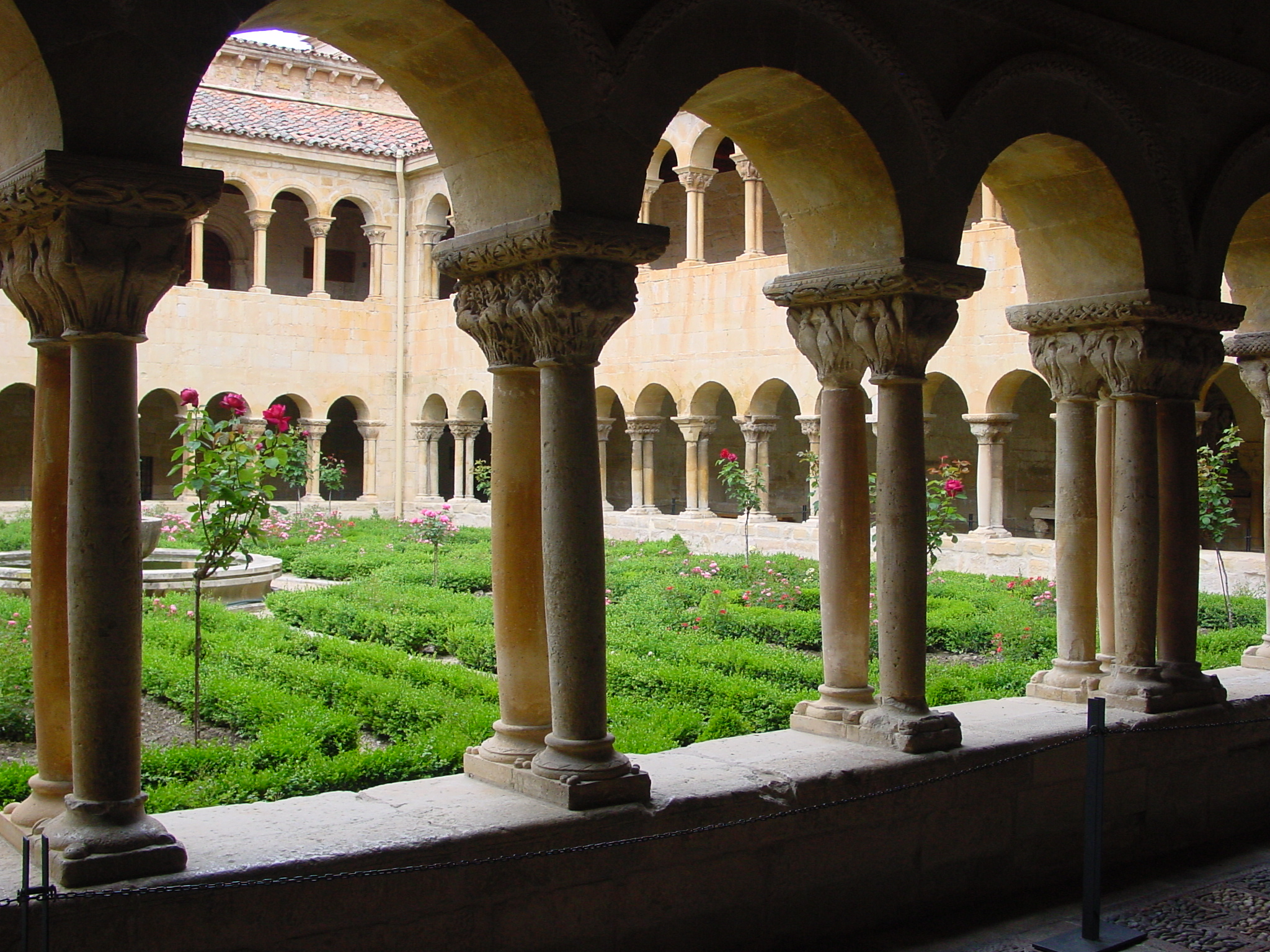
Il monastero de Santo Domingo de Silos
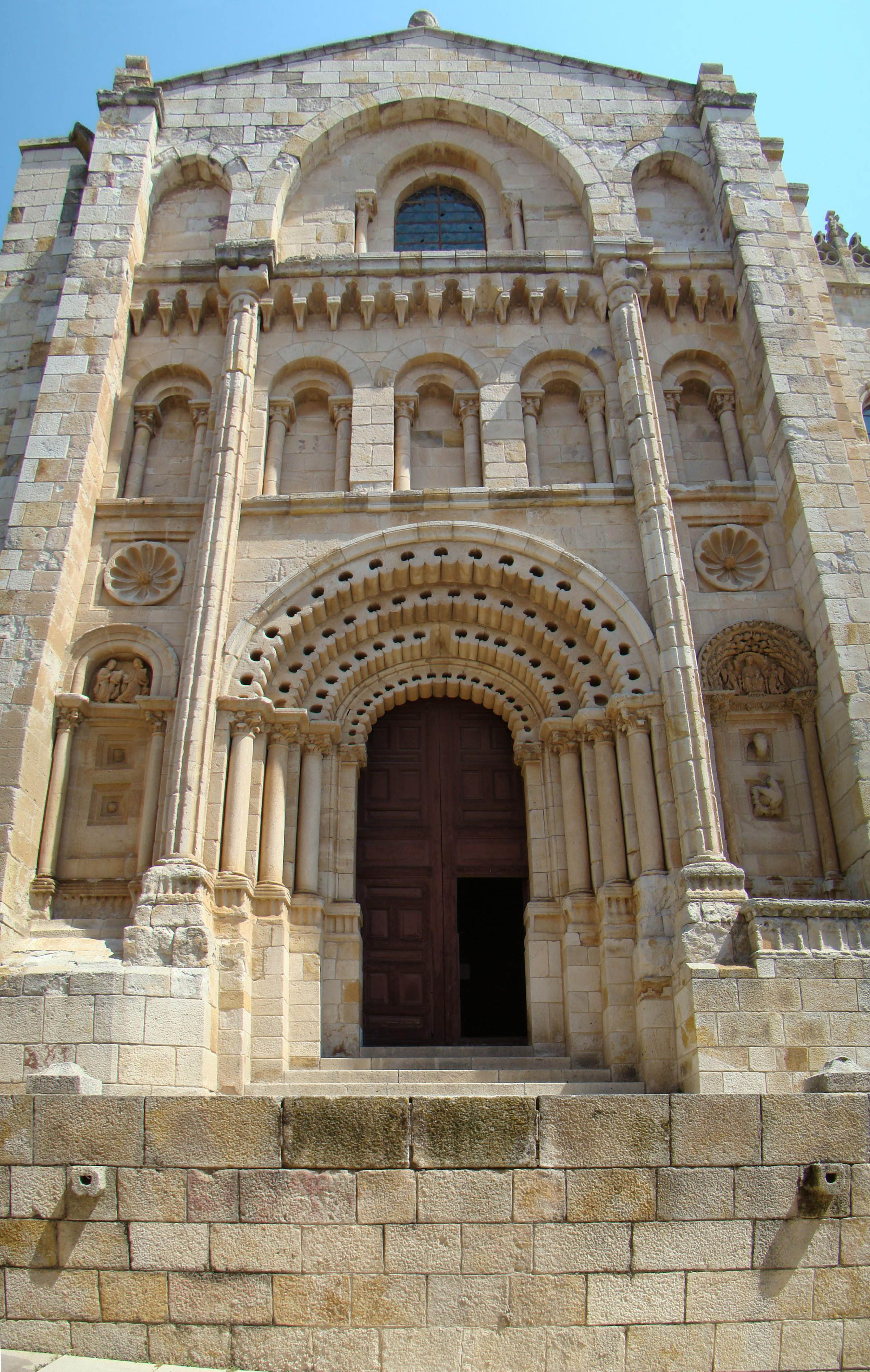
Il duomo di Zamora
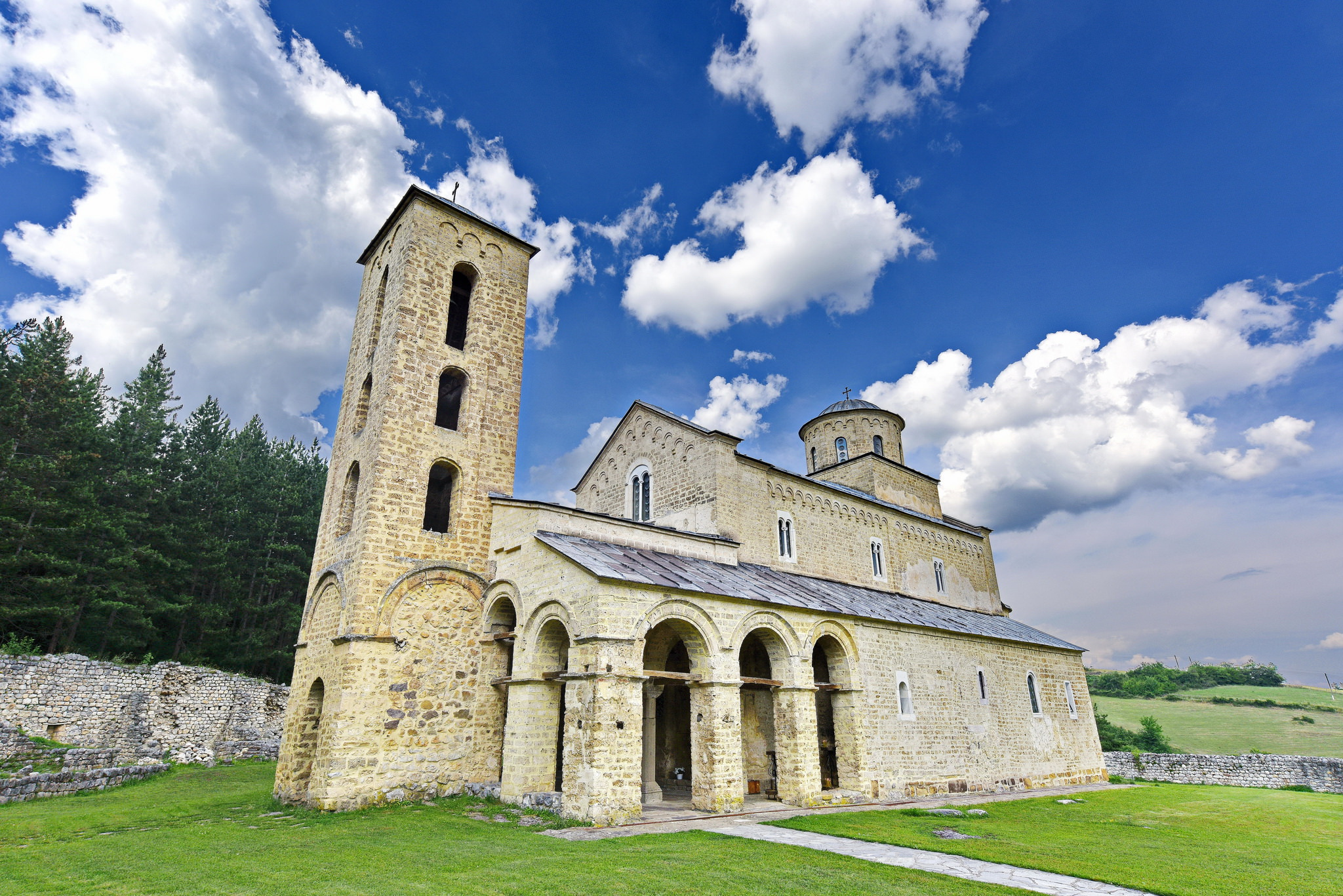
Il monastero di Sopoćani
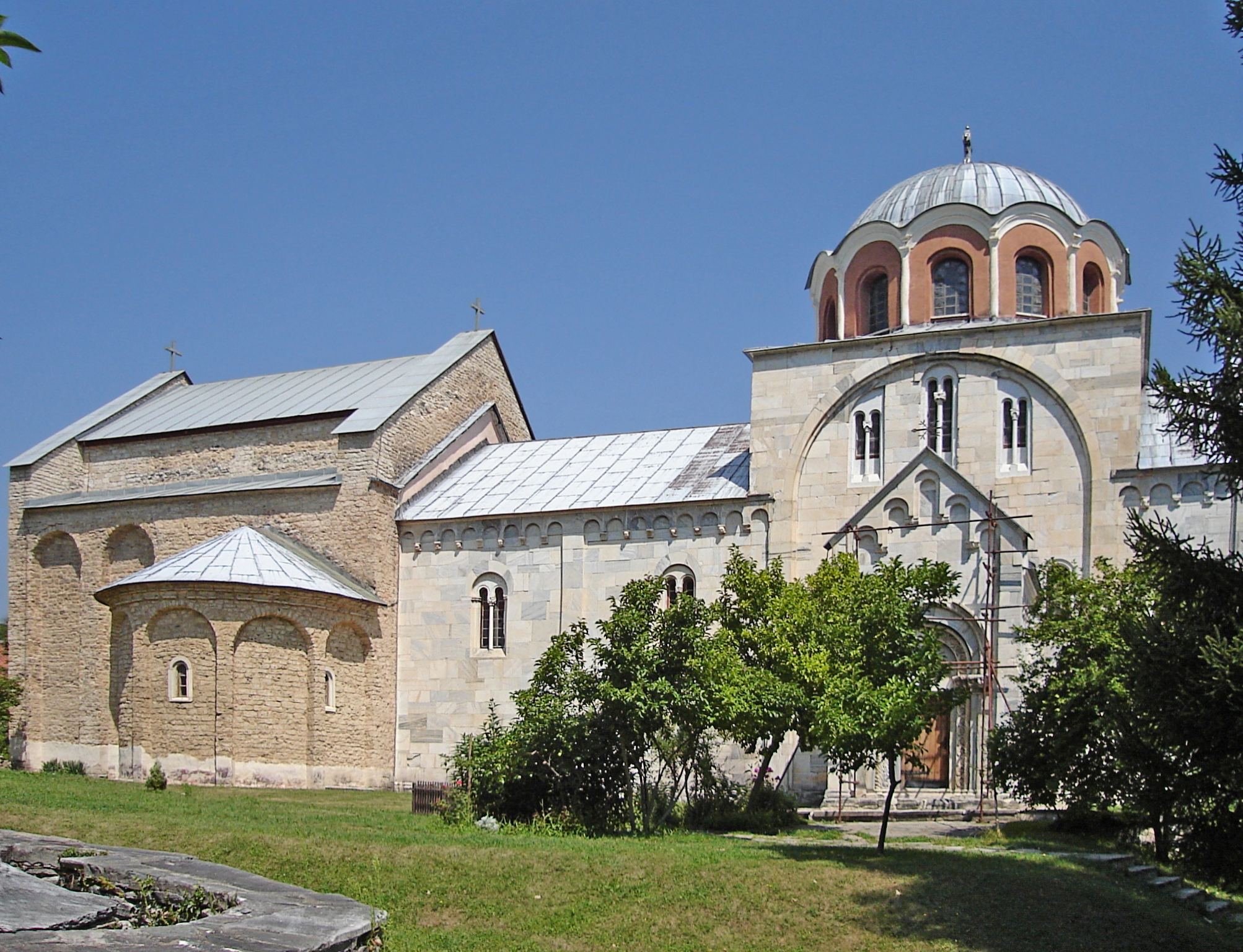
Il monastero di Studenica
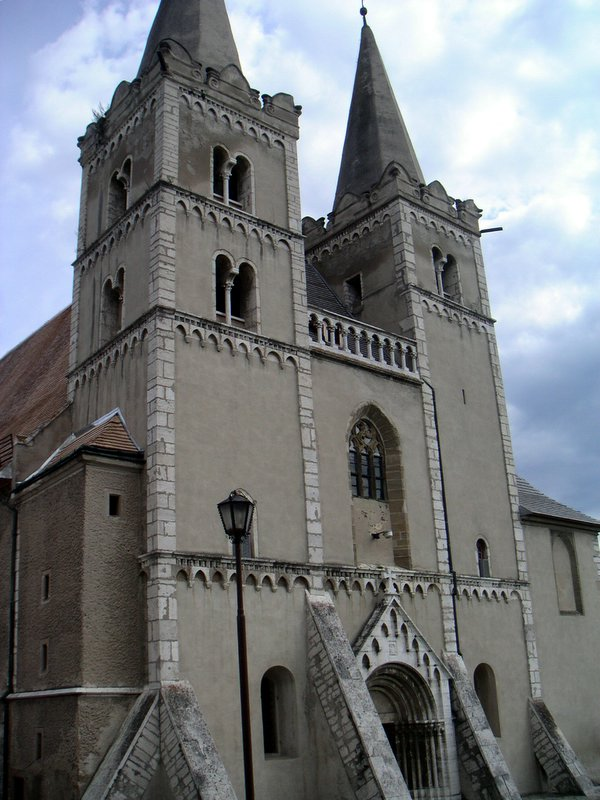
La cattedrale di San Martino di Spišské Podhradie
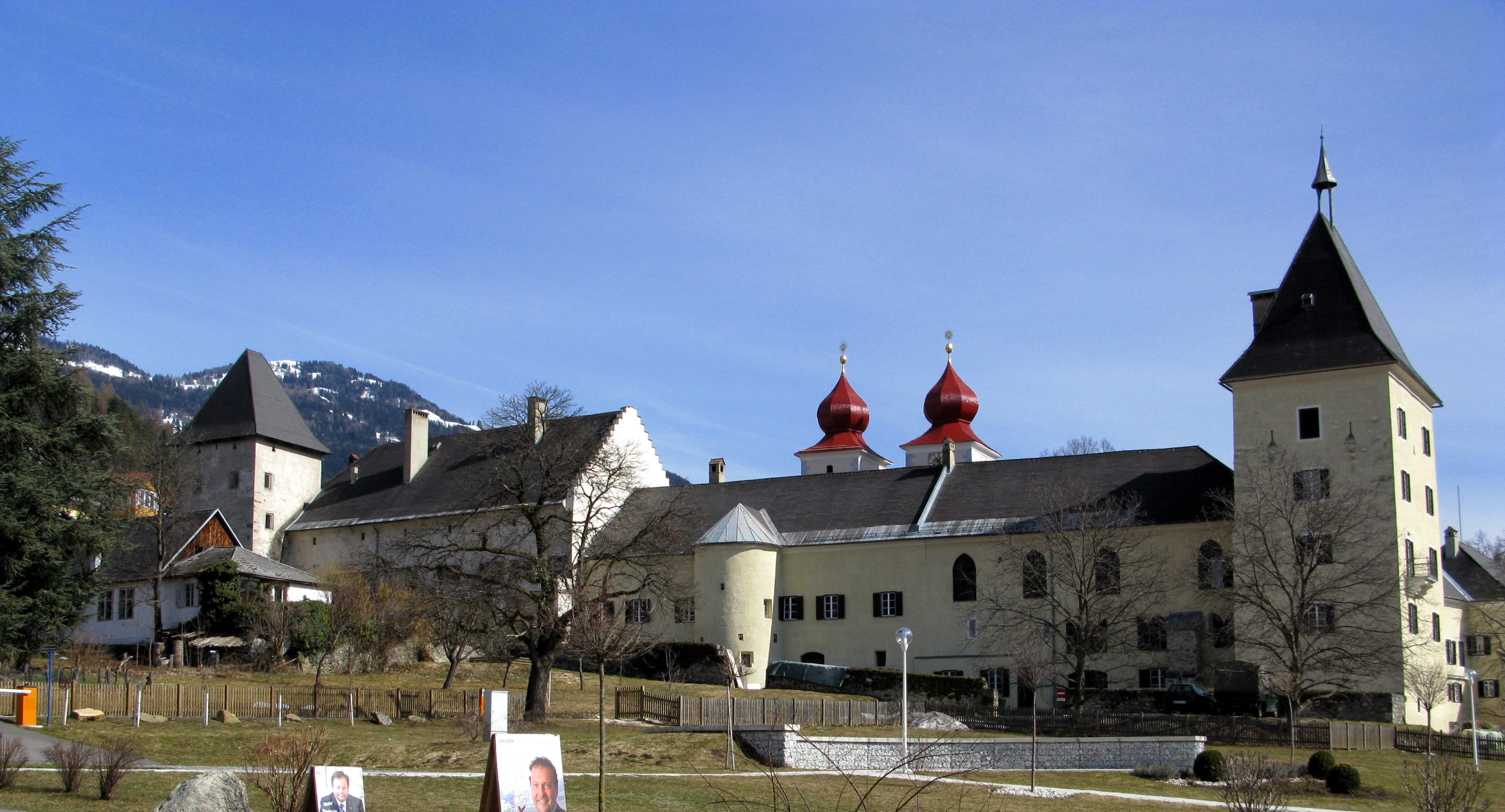
L'abbazia di Millstatt